# 夏仲阿旺朗杰

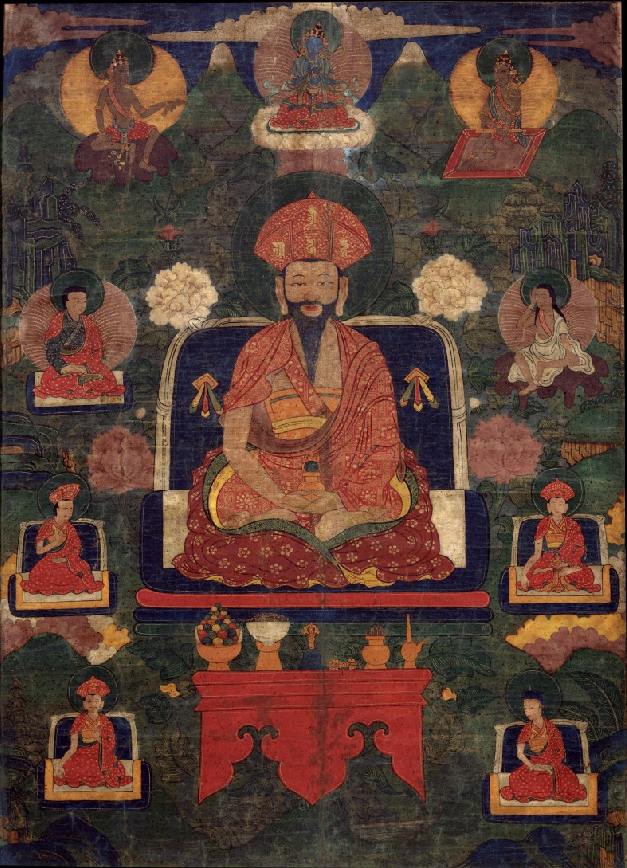
19世纪绘画里的夏仲阿旺朗杰

夏仲·阿旺朗杰（藏語：ཞབས་དྲུང་ངག་དབང་རྣམ་རྒྱལ་，威利转写：Zhabs-drung Ngag-dbang Rnam-rgyal，1594年—1651年），又譯為阿旺南杰、阿旺·纳姆加尔，是竺巴噶举派（又譯竹巴噶举）在不丹的分支南竹教主，竹巴噶举第四世嘉旺竹巴衮千·白玛噶布（Kunkhyen Pema Karpo）的两个化身转世之一，不丹国的缔造者。

## 出生及主持热龙寺
关于夏仲阿旺朗杰（Shabdrung Ngawang Namgyal）的诞生，在过去莲花生大士就曾经预言说：「一位名为敦炯多杰（Dujom Dorji），将会掌握这佛教的秘密圣地。」
根据这个预言，阿旺朗杰于公元1594年诞生在西藏江孜县热龙乡甲氏家族，是藏巴甲热·益西多吉（竹巴噶举创始者）的后代子孙，父亲是董瑟·米潘殿津尼玛（藏語：འབྲུག་པ་མི་ཕམ་བསྟན་པའི་ཉི་མ་，威利转写：'Brug-pa Mi-pham Bstan-pa'i Nyi-ma，1567-1619），母亲Sonam Pelkyi Butri（藏語：བསོད་ནམས་དཔལ་གྱི་བུ་ཁྲིད་，威利转写：Bsod-nams Dpal-gyi Bu-khrid），祖父是董瑟·米潘秋贾（Drukpa Mipham Chögyal，1543-1606），祖父和父亲都是竹巴噶举传承中很有名的上师，热龙寺的教主。
他诞生时，出现许多奇异的景象：天空显现彩虹、并且降下花雨。出生后，他即能口中自然诵出佛教的法语偈颂。自幼，他就非常的聪慧，言行举止也相当不同于其它的小孩。
幼时，阿旺朗杰的父亲亲自教导他读书，发现他非常地聪明、有智慧。就在他四、五岁的时候，未经过学习，他竟然可以口诵梵文。据说曾经有好几次，每晚睡觉后的隔天清晨，当他起床后，在他口中仍残留一些米饭、谷物，有人认为这是天神们于夜晚来到他的身旁喂食他，这些征象显示，未来他将会统领整个不丹。
阿旺朗杰于8岁时出家为僧。在13岁时，他被竹巴噶举的主寺热龙寺推举为第18任住持，并被认证是衮千·白玛噶布（Kunkhyen Pema Karpo，汉地称之为“白莲”）的转世。

## 竹钦之争
藏巴甲热去世后，该派教主实行的是类似于萨迦派、直贡噶举等的本家族世袭制，或叔侄相继、或父子相继、或兄弟相继。前12世竹巴教主都是藏巴甲热所在的甲氏家族成员。因为他们家族的根据地是在藏巴甲热的故乡“热龙”，所以藏巴甲热最初在家乡建造的热龙寺，慢慢替代天龙寺，成了教主长期驻锡的教派主寺——其寺主就是全竹巴的教主。首先接任藏巴甲热教主的就是其侄子星给渊雷。
到了第十三任热龙寺寺主贡嘎边觉（Gyalwang Je Kunga Paljor，1428-1476）之后，情况发生了变化。贡嘎边觉虽然出生在热龙，属甲氏家族成员，但受当时藏地流行活佛转世的影响，他认为竹巴噶举的教主，也应减少家族色彩，增加神秘和神圣气息。贡噶边觉本身是一位学识渊博的大学者，很有成就，自然就有神秘感，他又有意把自己神化为藏巴甲热的转世，死后人们就为他寻找了转世活佛，称为竹钦（Drukchen）或嘉旺竹巴（Gyalwang Drukpa），以后成为竹巴噶举活佛的专称。
藏巴甲热被追认为一世竹钦，贡嘎边觉被追认为二世竹钦，贡嘎边觉去世后，甲氏家族无男性可以继承其位，三世竹钦不再是甲氏家族成员，而是由第七世噶玛巴却扎嘉措（Chödrak Gyatso）确认的加玉地区（今隆子县）势力很强的“加玉瓦万户”的公子嘉木样·却吉扎巴（Jamyang Chökyi Drakpa，1478-1523）。 从这时起，中竹巴的主寺热龙寺，开始有了寺主（即原先的教主）与竹钦（全竹巴教主）的分别，两者并不总是一致。寺主主管热龙寺寺务，按传统多出自甲氏家族；而竹钦名义上则是整个竹巴的教主。偶尔活佛也可兼寺主，比如，接替贡嘎边觉的第十四世寺主为甲氏家族的阿旺却吉甲波，第十五世寺主则由三世竹钦却吉扎巴兼任，第十六世寺主是阿旺却吉甲波的儿子。
第四世竹钦衮千·白玛噶布（Kunkhyen Pema Karpo，藏语意为“白莲”，1527-1592）是竹巴噶举史上最有成就的学者，人们认为只有五世达赖可以与他相提并论。他出生于工布地区（今西藏林芝市米林市卧龙镇），10岁被认定为却吉扎巴转世。白玛噶布天性聪颖，又极为刻苦——终生坚持每日只食一餐，先后向40多位贤师学习，成为学识渊博的佛学家。他著述甚多，文笔优美，有名的如《竹巴白莲教法史》等。他对许多经典加注后，极便于人们阅读，可以说，著作与释文都堪称藏传佛教史上的顶峰之作。白莲的声望，使许多人慕名而来取经学法，他也利用名望，调解不同教派的纠纷，得来的大量钱财，主要用于弘扬佛法和兴建寺庙，留存至今的有名寺庙，如隆子县的“三安曲林寺”、“加玉寺”等。也正是由于白莲带来的竹巴噶举声势日隆与财富增多，埋下了教派内部纷争的伏笔。
白莲去世后，甲氏家族出身的热龙寺第十七世寺主董瑟·米潘秋贾（Drukpa Mipham Chögyal，1543-1606），就想让他的孙子阿旺南杰成为第五世竹钦，承继竹钦白莲的遗产。这一显然违反活佛转世原则的做法，引起了众怒。当时竹巴教派内的一些高僧，如拉孜瓦·阿旺桑布（Lhatsewa Ngawang Zangpo，1546-1615）等，就推出了另一位转世灵童巴桑旺布。
巴桑旺布（Gyalwang Pagsam Wangpo，1593-1653）于1593年出生在今西藏山南市琼结县的贵族家庭，父亲是阿旺索南扎巴（Ngawang Sonam Drakpa），巴桑旺布是五世达赖（1617-1682）的堂兄，都出自当地的望族“萨霍尔”。
拉孜瓦与他的追随者常驻的弘法地点，就在琼结的青瓦达孜（吐蕃时期的著名城堡），在萨霍尔家族的地盘上。拉孜瓦预言说，白莲的转世，将出现于琼结的“萨霍尔”家族，之后积极推立巴桑旺布在白莲创建的“三安曲林寺”登上第五世竹钦之位。但以阿旺南杰之父董瑟·米潘殿津尼玛（Drukpa Mipham Tenpai Nyima，1567-1619）为首的甲氏家族，拒绝承认巴桑旺布为白莲的转世，矛盾激化

。
阿旺南杰是竹巴噶举创始人藏巴甲热后代，祖父又是竹巴噶举祖寺热龙寺寺主，本来占有明显优势。然而当时统治藏地的藏巴汗的介入，改变了局势。说起藏巴汗彭措南杰（藏語：ཀར་མ་ཕུན་ཚོགས་རྣམ་རྒྱལ་，威利转写：Kar-ma Phun-tshogs Rnam-rgyal，1586-1621），他与阿旺南杰还有一层特殊关系：阿旺南杰之母Sonam Pelkyi Butri是拉萨一位贵族的女儿，她首先嫁给了彭措南杰的父亲图多南杰（kar ma mt'u stobs rnam rgyal），生下了一个女儿，后又改嫁给热龙寺堪布之子、甲氏家族后裔董瑟·米潘殿津尼玛，生下了阿旺南杰。所以阿旺南杰与彭措南杰是没有血缘关系的“兄弟”。一般的同父异母兄弟，往往会因母亲的竞争，成为仇敌，何况还没有血缘关系呢？彭措南杰制止阿旺南杰登上竹巴教主之位，或许就有这一层因素。另外，彭措南杰尊崇噶玛噶举派，噶玛噶举是最早创造活佛转世制度的教派，彭措南杰也有维护活佛转世“纯洁性”的考虑。
由于母亲出身拉萨贵族，所以阿旺南杰从小在离拉萨很近的纳木竹寺长大，向第四世竹钦衮千·白玛噶布（Kunkhyen Pema Karpo，汉地称之为“白莲”，1527-1592）的弟子学经。12岁时（1606年），祖父（热龙寺寺主）去世，其父闭关修炼没有结束，他从纳木竹寺被带回热龙寺，推举为第18任住持，并被认证是衮千·白玛噶布的转世。当时藏地的主要政教势力如萨迦、噶玛、直贡、达隆、蔡巴及上、下竹巴等，都前来祝贺。从不丹来的各寺院的朝贺使团，更是热闹异常。
正待其它教派的上师们也非常欢喜地认同并恭贺此事、赠送各种贺礼之时，彭措南杰却拒绝接受此事，同时他率众要来侵袭热龙寺，想要夺取一件藏巴甲热非常珍贵的遗物（送给巴桑旺布）——在藏巴甲热火化后，其脊骨上一尊自生观音像（self-created Rangjung Kharsapani）。目前此圣物仍完好地保存在不丹的寺院，被视为国家的精神核心，是至为尊贵的加持物。
彭措南杰不断地袭击热龙寺，逼迫阿旺南杰取消五世竹钦称号，经过多次的会商后，仍然没有结果，在1615年最后一次的协商失败后，阿旺南杰下定决心要带着圣物离开西藏热龙寺。

## 从西藏到不丹
就如同过去佛菩萨、圣者的事迹一般，殊胜的教法传承往往在经历不同的遭遇、变化后，反而有了更大的机缘可以扩展到其它的境域、国度。没想到，彭措南杰对阿旺南杰所产生的攻击和障碍，反而实现了莲花生大士以及祖师藏巴甲热所曾经对他的预言—到南方的不丹，掌领这块圣域。1616年，他率领僧徒向不丹进发，而他的护法神“六臂怙主大黑天”化为乌鸦，给他一行引路当向导——乌鸦护法神玛哈嘎拉（Maha Kala）一般认为是大黑天的随从，原是神山冈仁波齐地区的保护神，很为噶举派所推崇，有时甚至认为它本身就是身居出世间护法神首位的“大黑天”的化身。至今西藏纳木竹寺附近山上，还有三座专门供奉乌鸦护法神的佛塔。
不丹境内特别是西部，早就有藏巴甲热的另外一位重要记名弟子帕久·止贡西博（Phajo Drugom Zhigpo）打下了深厚基础。况且阿旺南杰的父亲董瑟·米潘殿津尼玛当时也在不丹修炼，有足够的人脉。阿旺南杰作为竹巴祖寺热龙寺寺主，又是白莲转世的竹巴教主，名望更大于当初的帕久·止贡西博，很快就有大批信徒归附。到了不丹巴洛后，他开始积极宏传竹巴噶举的教法，他的教法传遍不丹西部，获得大众的信仰与崇敬，尊称他为「夏仲仁波切」。
本来阿旺南杰到不丹来，有一定的临时避难性质，甚至不排除时机合适，再重返热龙寺，未必就一定要在不丹发展。但彭措南杰怕阿旺南杰在不丹势力坐大，非要赶尽杀绝不可。1629年、1631年，他两次派兵进入不丹剿杀。没想到，这倒帮了阿旺南杰一个大忙。大敌当前，信奉竹巴噶举的各部落原先自行其是，现在则是齐心协力，归于阿旺南杰麾下。不丹虽然兵力不济，但这里海拔低、气温高、地形复杂，对藏军极为不利，两次征讨都以失败告终。1634年，他又在五喇嘛之战期间打败了西藏和不丹政敌的联军。战争展露了阿旺南杰卓越的领导指挥才能，对藏战争的胜利，也大大提高了他的声望，加速了“南竹巴噶举”的正式形成和不丹的统一进程。

## 统一不丹
据说有一天，阿旺南杰正在闭关，于禅定境界中，关房里的一尊他父亲的塑像，突然开口对他说话，要求他实现统一不丹成为一个王国的使命，同时成为宗教与政治的领导者。后来，重复的景象又发生一次。于是，阿旺南杰就向他随身携带的那尊「自生观音像」（藏巴甲热的遗物）祈请祝祷，来确认此事。同时间，护法神玛哈嘎拉化为人的形象，向他请求同样的事情。最后，他决心来接受这个挑战。
在他圆满闭关后，发布了这个讯息，开始马不停蹄地进行统一不丹所有部落的使命。他花了近30年的时间，统一不丹各个部落民族后，建立了国家制度，阿旺南杰也就成为政治及宗教上的领袖。在他主政期问，为了守卫不丹，防止西藏的侵袭，他建造许多的碉堡，而这些碉堡后来成为不丹兼具宗教与政治设施功能的「宗」。1629年，阿旺南杰在廷布峡谷南端入口的山坡上建立了第一座宗堡—辛托卡宗，既作为修行寺庙，又是政权管理中心和防御要塞。一般认为，到1637年-1638年，阿旺南杰已最终完成了对不丹的统一，标志是他建成了直到1955年都是不丹首府的宗堡普那卡宗。1638年，在辛托卡宗和普纳卡宗之间建了旺迪颇章宗。
1641年，廷布建成。普那卡和廷布也分别成了冬夏两个季节性政权中心。1645年，最西面的帕罗峡谷建成了雄伟的帕罗宗。阿旺南杰还兴建许多寺院，成立不丹第一个僧团组织，并制订各种不丹习俗、传统与礼仪，奠定了不丹不同于西藏的独特文化基础。竹巴噶举传承也成为不丹的国教，至今不丹国王以及王室仍然是竹巴噶举传承的重要护持者。

## 僧俗共治的政治制度
阿旺南杰确立了竹巴噶举为不丹国教，最高政教首领为“夏仲”（Shabdrung），汉译可称为“法王”。法王之下，僧侣的最高官员为达玛拉贾（Dharma Raj）或称基堪布（藏语本义为“王堪布”，意译为“大方丈”），管世俗事务的最高长官为竹第悉或德布王或德布拉贾（藏语本义为“酋长、部落主”，意译为“长官”）。在地方上，他仿照西藏的做法，把不丹分为三区、七个宗，区设“本洛”（dpon-slob，藏语本义为“师徒”，意译为“总督”），宗设“宗本”（县长）。地方官员多数由僧人担任，在高大的宗堡内办公，体现了政教合一特色。境内各寺庙，不论是什么教派，寺庙的住持都由中央政府的僧侣机构决定。1629年制定成较为完备的法律（嘉意法典，Tsa Yig，不丹一直沿用到1957年才修订），1650年仿照西藏当时的摄政机构设立了伦吉措克（即咨询会议），从而使一直四分五裂的不丹，第一次有了中央集权的运作模式，为此后的经济、政治等发展创造了条件。阿旺南杰的出现与他统一不丹的伟业，对守护不丹这个佛教王国具有深远的影响，即使至今，在不丹境内仍然到处可以看到不丹人民对他的崇敬与信仰。他是现代不丹领土、民族、宗教的奠基人。

## 与拉达克的关系
森格南杰（Sengge Namgyal），拉达克国王，1616年-1623年及1624年-1642年两次在位（1623年-1624年曾短暂被其弟弟诺布南杰夺去王位），由于竹巴噶举高僧达仓热巴（Taktshang Repa Ngawang Gyatso，stag tshang ras pa，1573-1651）的影响，笃信竹巴噶举，与统治不丹的阿旺南杰同宗，而与五世达赖的格鲁派信仰有所区别。森格南杰在位期间，曾经邀请阿旺南杰前往拉达克任大国师，阿旺南杰在不丹事务繁忙，无法分身，派遣曲杰穆增巴（Chöje Mukzinpa，chos rje smu rdzing pa）为其代表前往拉达克。拉达克国王曾经将桑噶尔（Zangskar）及侵占西藏阿里古格王国数处庙产赠与不丹人曲杰穆增巴。拉达克桑噶尔的达纳寺（Stag-sna，藏语意为虎鼻寺）就是曲杰穆增巴所建，至今还是拉达克最主要的竹巴噶举寺庙，寺里据说还保存有阿旺南杰赠送的礼物。

## 去世
1651年，阿旺南杰逝世后，在长达54年的时间里，为了防止内乱，不丹对阿旺南杰的圆寂秘而不宣（宣称其在长期闭关），也未寻找转世灵童充当夏仲，使不丹长期处在以德布拉贾为首的摄政小组（包括几个本洛）的统治之下，从而大大提高了德布拉贾在不丹政治、宗教界的影响，而达玛拉贾（基堪布）的权力则受到了很大削弱。
为了纪念阿旺南杰的逝世，不丹规定每年的4月10日为全国公共假日。